# إيزابيلا فلانيجان
إيزابيلا فلانيجان (بالإنجليزية: Isabella Flanigan) هي لاعبة كرة قدم فلبينية ولدت في 22 فبراير من عام 2005، وتلعب كمهاجمة لنادي West Virginia Mountaineers women's soccer ‏ ولمنتخب الفلبين لكرة القدم للسيدات.

## وصلات خارجية
- إيزابيلا فلانيجان على موقع قاعدة بيانات كرة القدم.إي يو (الإنجليزية)